# Lista najbardziej wpływowych osób na świecie według magazynu „Forbes”
Od 2009 roku magazyn „Forbes” publikuje coroczną listę najbardziej wpływowych osób na świecie. Liczba miejsc na liście nie jest stała, bowiem jedno przypada na każde 100 milionów ludzi na świecie (w 2009 było to 67 miejsc, natomiast w 2018 – 75). Lista tworzona jest na podstawie kryteriów takich jak potencjał zasobów finansowych i ludzkich, a także wpływ na światowe wydarzenia.

## Lista w latach 2009–2018
|    | 2009                                                                  | 2010                                                                  | 2011                                                                  | 2012                                                                  | 2013                                                                  | 2014                                                                  | 2015                                                                  | 2016                                                                  | 2018                                                                  |
| 1  | Barack Obama prezydent Stanów Zjednoczonych                           | Hu Jintao sekretarz generalny Komunistycznej Partii Chin              | Barack Obama prezydent Stanów Zjednoczonych                           | Barack Obama prezydent Stanów Zjednoczonych                           | Władimir Putin prezydent Rosji                                        | Władimir Putin prezydent Rosji                                        | Władimir Putin prezydent Rosji                                        | Władimir Putin prezydent Rosji                                        | Xi Jinping sekretarz generalny Komunistycznej Partii Chin             |
| 2  | Hu Jintao sekretarz generalny Komunistycznej Partii Chin              | Barack Obama prezydent Stanów Zjednoczonych                           | Władimir Putin premier Rosji                                          | Angela Merkel kanclerz Niemiec                                        | Barack Obama prezydent Stanów Zjednoczonych                           | Barack Obama prezydent Stanów Zjednoczonych                           | Angela Merkel kanclerz Niemiec                                        | Donald Trump prezydent elekt Stanów Zjednoczonych.                    | Władimir Putin prezydent Rosji                                        |
| 3  | Władimir Putin premier Rosji                                          | Abdullah król i premier Arabii Saudyjskiej                            | Hu Jintao Przewodniczący Chińskiej Republiki Ludowej                  | Władimir Putin prezydent Rosji                                        | Xi Jinping sekretarz generalny Komunistycznej Partii Chin             | Xi Jinping sekretarz generalny Komunistycznej Partii Chin             | Barack Obama prezydent Stanów Zjednoczonych                           | Angela Merkel kanclerz Niemiec                                        | Donald Trump prezydent Stanów Zjednoczonych                           |
| 4  | Ben Bernanke przewodniczący Systemu Rezerwy Federalnej                | Władimir Putin premier Rosji                                          | Angela Merkel kanclerz Niemiec                                        | Bill Gates współprzewodniczący Gates Foundation założyciel Microsoftu | Franciszek papież                                                     | Franciszek papież                                                     | Franciszek papież                                                     | Xi Jinping sekretarz generalny Komunistycznej Partii Chin             | Angela Merkel kanclerz Niemiec                                        |
| 5  | Sergey Brin Larry Page współzałożyciele Google                        | Benedykt XVI papież                                                   | Bill Gates współprzewodniczący Gates Foundation założyciel Microsoftu | Benedykt XVI papież                                                   | Angela Merkel kanclerz Niemiec                                        | Angela Merkel kanclerz Niemiec                                        | Xi Jinping sekretarz generalny Komunistycznej Partii Chin             | Franciszek papież                                                     | Jeff Bezos prezes Amazonu                                             |
| 6  | Carlos Slim prezes Telmexu                                            | Angela Merkel kanclerz Niemiec                                        | Abdullah król i premier Arabii Saudyjskiej                            | Ben Bernanke przewodniczący Systemu Rezerwy Federalnej                | Bill Gates współprzewodniczący Gates Foundation założyciel Microsoftu | Janet Yellen przewodniczący Systemu Rezerwy Federalnej                | Bill Gates współprzewodniczący Gates Foundation założyciel Microsoftu | Janet Yellen przewodniczący Systemu Rezerwy Federalnej                | Franciszek papież                                                     |
| 7  | Rupert Murdoch prezes News Corporation                                | David Cameron premier Wielkiej Brytanii                               | Benedykt XVI papież                                                   | Abdullah król i premier Arabii Saudyjskiej                            | Ben Bernanke przewodniczący Systemu Rezerwy Federalnej                | Bill Gates współprzewodniczący Gates Foundation założyciel Microsoftu | Janet Yellen przewodniczący Systemu Rezerwy Federalnej                | Bill Gates współprzewodniczący Gates Foundation założyciel Microsoftu | Bill Gates współprzewodniczący Gates Foundation założyciel Microsoftu |
| 8  | Mike Duke prezes Walmartu                                             | Ben Bernanke przewodniczący Systemu Rezerwy Federalnej                | Ben Bernanke przewodniczący Systemu Rezerwy Federalnej                | Mario Draghi prezes Europejskiego Banku Centralnego                   | Abdullah król i premier Arabii Saudyjskiej                            | Mario Draghi prezes Europejskiego Banku Centralnego                   | David Cameron premier Wielkiej Brytanii                               | Larry Page współzałożyciel Google                                     | Muhammad ibn Salman książę koronny Arabii Saudyjskiej                 |
| 9  | Abdullah król i premier Arabii Saudyjskiej                            | Sonia Gandhi przewodniczący Indyjskiego Kongresu Narodowego           | Mark Zuckerberg Founder & CEO of Facebook                             | Xi Jinping sekretarz generalny Komunistycznej Partii Chin             | Mario Draghi prezes Europejskiego Banku Centralnego                   | Sergey Brin Larry Page współzałożyciele Google                        | Narendra Modi premier Indii                                           | Narendra Modi premier Indii                                           | Narendra Modi premier Indii                                           |
| 10 | Bill Gates współprzewodniczący Gates Foundation założyciel Microsoftu | Bill Gates współprzewodniczący Gates Foundation założyciel Microsoftu | David Cameron premier Wielkiej Brytanii                               | David Cameron premier Wielkiej Brytanii                               | Mike Duke prezes Walmartu                                             | David Cameron premier Wielkiej Brytanii                               | Larry Page współzałożyciel Google                                     | Mark Zuckerberg współzałożyciel Facebooka                             | Larry Page współzałożyciel Google                                     |